# Пірникоза чорношия
Пірни́коза чорноши́я, або норе́ць чорноши́їй (Podiceps nigricollis) — вид водоплавних птахів з родини пірнико́зових.

## Зовнішній вигляд
Розміром трохи менша від пірни́кози червоноши́йої (довжина тіла 28—34 см). Навесні і влітку шия чорна, за очима пучки пір'я золотистого кольору, що стирчать назад і донизу. Крім особливостей шлюбного оперення, від інших видів пірникі́з відрізняється дещо загнутим догори темно-сірим дзьобом, а взимку також сірувато-чорним кольором голови, що заходить нижче рівня очей, і сірою спереду шиєю. Птах, який пливе, тримає шию вертикально. У польоті помітні темні кінці крил.

## Поширення
Гніздиться в Європі, середній і південній Азії, на більшій частині Африки, на півдні і південному заході США і на півночі Південної Америці. На півночі ареалу — перелітний птах.

## Гніздування

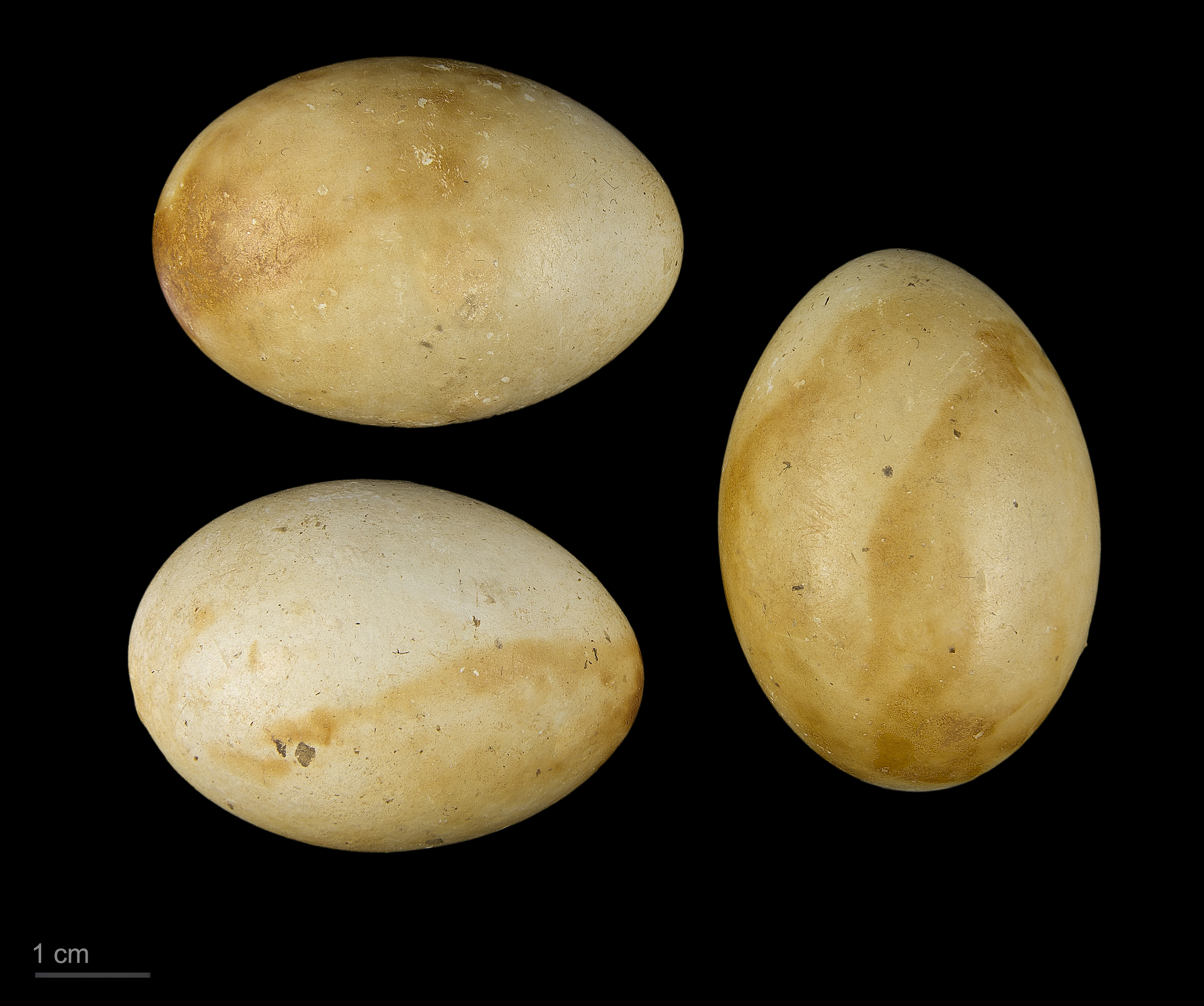
Яйця пірникози чорношиєї в оолоічній колекції. Тулузький музей

Гніздиться як окремими парами, так і в колоніях на різноманітних водоймах, на прольоті зустрічається навіть на гірських річках.

## Поведінка
Велику частину часу проводить на воді, на берег виходить рідко. При небезпеці воліє пірнати, а не злітати, хоча набагато легше, ніж інші пірнико́зи, піднімається з води, і може здійснювати тривалі перельоти.

## Живлення
Живиться переважно водяними безхребетними.